# Джумая мечеть (Пловдив)
42°08′52″ пн. ш. 24°44′54″ сх. д. / 42.147858° пн. ш. 24.748343° сх. д.
Джумая мечеть розташована в місті Пловдив, Пловдивська область, Болгарія. Його турецька назва Hüdavendigâr Camii або Cuma Camii. Мечеть розташована в центрі Пловдива і була побудована в 1363–1364 роках на місці собору Святої Петки Тарновської після завоювання Пловдива османською армією. Під час правління султана Мурада I в 15 столітті стара будівля була знесена і замінена сучасною мечеттю. Називалася мечеть Улу Джумая, або Головна П’ятнична мечеть. 
Мечеть велика, з дев'ятьма куполами і 33 на 27 метровий молитовний зал. У північно-східному куті головного фасаду є мінарет. Настінні розписи інтер’єру датуються кінцем 18 – початком 19 ст. 

## Атака 2014 року
У лютому 2014 року на мечеть напав натовп, названий «сотнями націоналістів, фашистів і футбольних хуліганів»    120 були «затримані» після нападу  а четверо отримали незначні покарання.  Великий муфтій Болгарії Мустафа Хачі охарактеризував напад як «погром». 

## Галерея

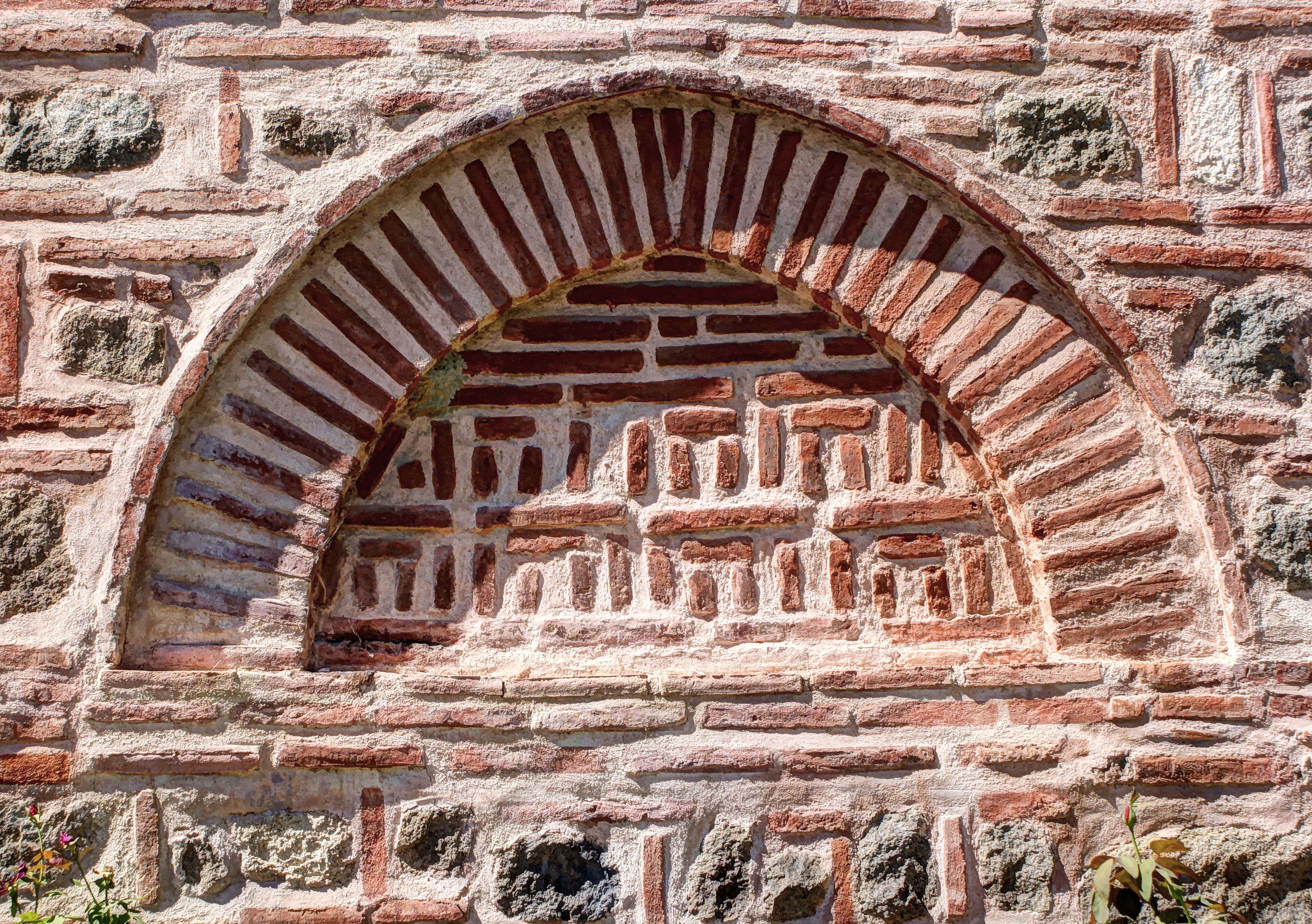
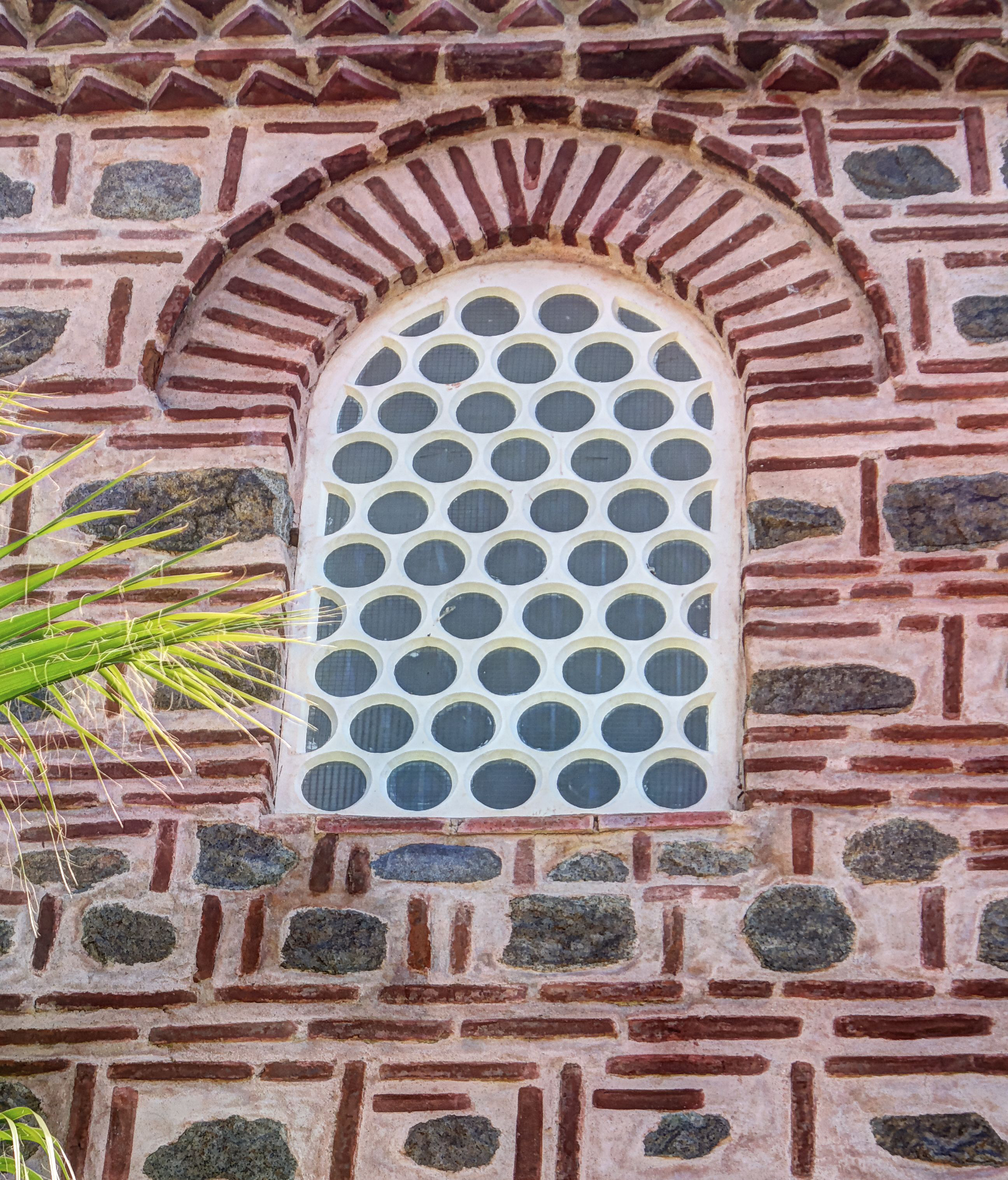
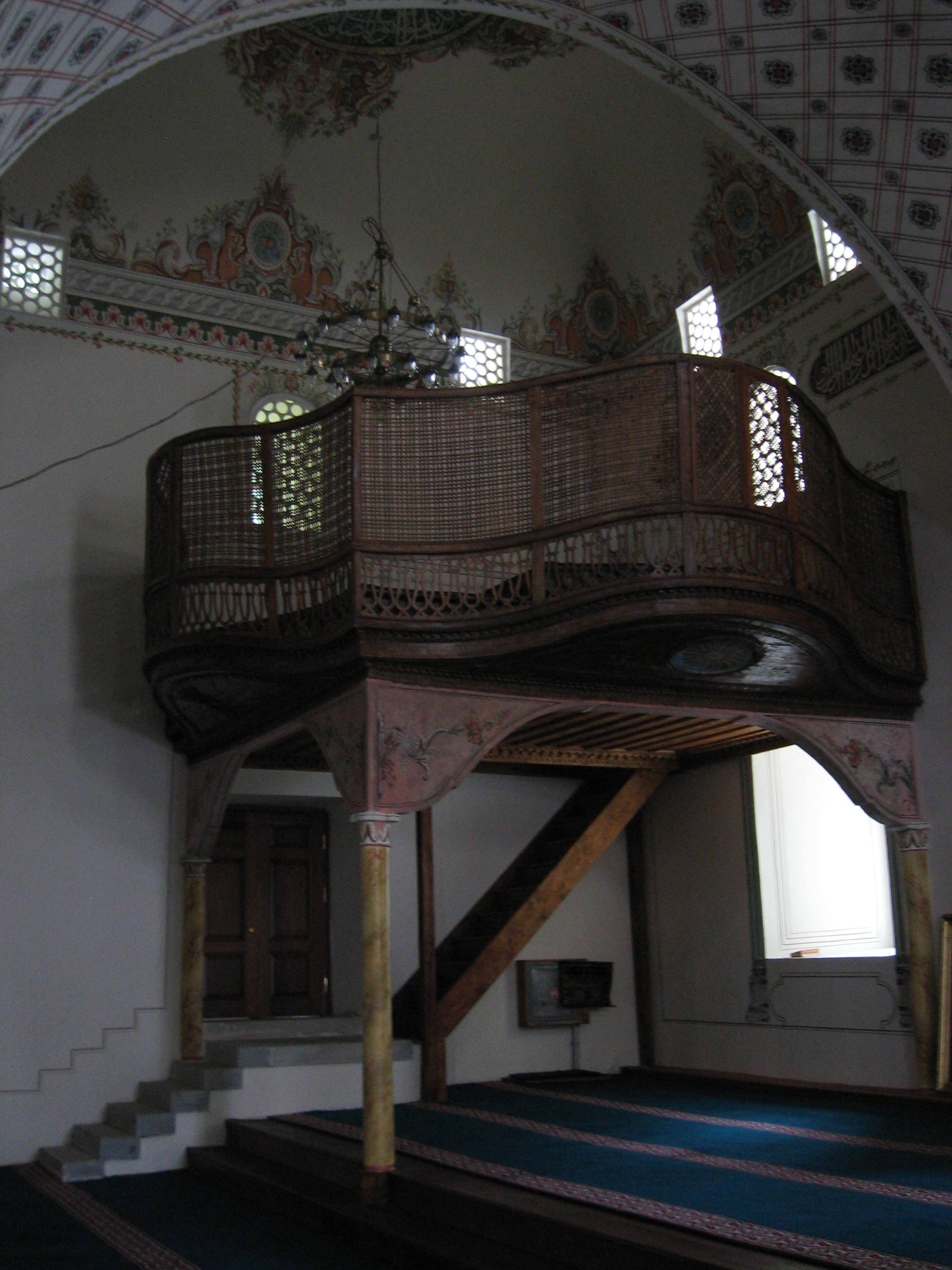
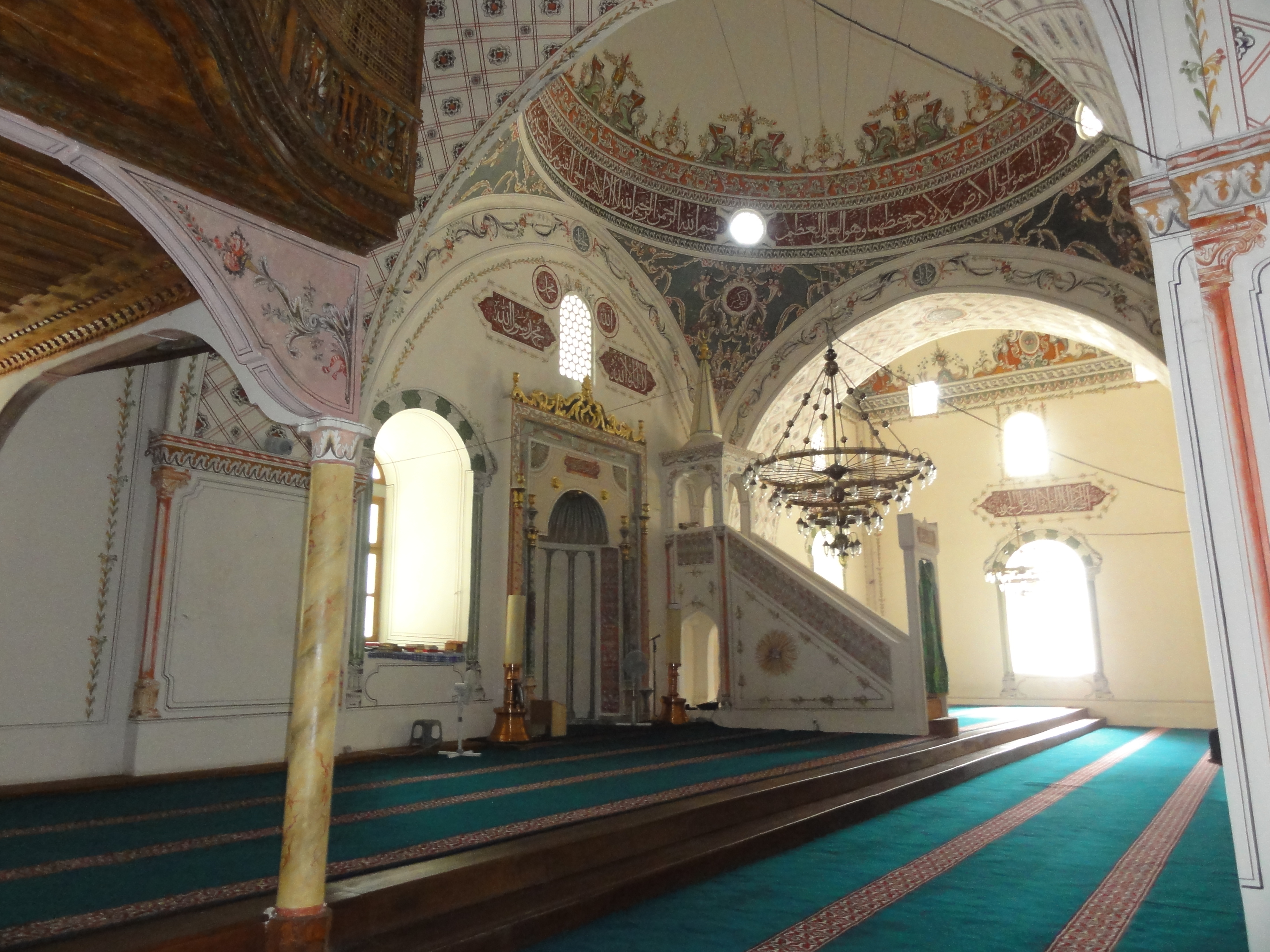